# Цзюйцюй Муцзянь
Цзюйцюй Муцзянь (кит.: 沮渠牧犍; піньїнь: Juqu Mujian; до 420-447) — третій імператор Північної Лян періоду Шістнадцяти держав.

## Життєпис
Був сином і спадкоємцем Цзюйцюй Менсюня. За його правління Північна Лян хоч і набула значної могутності, втім залишалась у тіні більш потужної Північної Вей, васалом якої формально була Північна Лян.
439 року імператор Тай У-ді розгорнув велику кампанію проти Північної Лян, в результаті якої захопив столицю, місто Ґуцзан (сучасний Увей, Ганьсу) та взяв у полон Цзюйцюй Муцзяня. Відтоді перебував при дворі Північної Вей як почесний заручник (офіційно навіть вважався названим братом імператора Тай У-ді). Таке становище існувало до 447 року, коли Тай У-ді, переконаний в тому, що Цзюйцюй Муцзянь замислив підбурити повстання проти його влади, змусив того заподіяти собі смерть.

## Девіз правління
- Юнхе (永和) 433-439